# 唇顎亞綱
唇顎亞綱是倍足綱之下三個亚纲之一。

## 分類學
以下展示的唇顎亞綱物種分類是基於Shear (2011)及Shear & Edgecombe (2010)（化石物種群組）的文獻。近年的支序分類學及分子生物学的研究質疑上述的傳統分類，特別是對Siphoniulida與多板馬陸目這兩個目的關連仍未能確立。帶有劍號（†）的生物分類表示已滅絕，其位置可能仍有爭議而會被調動。

### 現時分類
綜合上述Shear (2011)及Shear & Edgecombe (2010)的分類，本亞綱現時包括下列各分類：
- † 目 Zosterogrammida Wilson, 2005 (Chilognatha incertae sedis)[4]
- 五帶馬陸下綱（英语：Pentazonia） Pentazonia（英语：Pentazonia） Brandt, 1833 
  - † Amynilyspedida Hoffman, 1969：原為蟠形總目成員；
  - 蚌形總目（英语：Limacomorpha） Limacomorpha（英语：Limacomorpha） Pocock, 1894
    - 扁形馬陸目 Glomeridesmida Cook, 1895

  - 蟠形總目 Oniscomorpha Pocock, 1887：體長一般只有11到13個體節[6]，可以再分為以下兩個科[1][2]：
    - 球马陆目 Glomerida Brandt, 1833 
      - 球马陆科（Glomeridae）

    - 蟠馬陸目 蟠马陆目 Brandt, 1833
      - 蟠馬陸科（Sphaerotheriidae）
- 蠕形馬陸下綱 Helminthomorpha Pocock, 1887
  - †原多足總目（英语：Archipolypoda） Archipolypoda（英语：Archipolypoda） Scudder, 1882
    - †原多足目（英语：Archipolypoda） Archidesmida Wilson & Anderson 2004
    - Order †Cowiedesmida Wilson & Anderson 2004
    - Order †Euphoberiida Hoffman, 1969
    - Order †Palaeosomatida Hannibal & Krzeminski, 2005

  - Order †Pleurojulida Schneider & Werneburg, 1998 (possibly sister to Colobognatha)[5]
  - Subterclass 畸顎馬陸總目 Colobognatha Brandt, 1834 
    - 平馬陸目（英语：Platydesmida） Platydesmida Cook, 1895
    - 多板馬陸目 Polyzoniida Cook, 1895 
    - Order Siphonocryptida Cook, 1895
    - Order 管馬陸目（英语：Siphonophorida） Siphonophorida Newport, 1844

  - 真顎馬陸類 Eugnatha Attems, 1898[3]
    - 馬陸總目 Juliformia Attems, 1926
      - 姬马陆目 Julida Brandt, 1833
      - Spirobolida Cook, 1895=旋刺馬陸目
      - 異蛩目（英语：Spirostreptida） 异马陆目 Brandt, 1833[7]=旋馬陸目
      - Superfamily †Xyloiuloidea（英语：Xyloiuloidea） Cook, 1895 (Sometimes aligned with Spirobolida)[8]：或作Xyloiuloida目†

    - Superorder Nematophora Verhoeff, 1913 
      - Order Callipodida Pocock, 1894
      - Order Chordeumatida Pocock 1894
      - 斯特馬陸目（英语：Stemmiulida） Stemmiulida Cook, 1895
      - Order Siphoniulida Cook, 1895

    - 總目 Merocheta Cook, 1895
      - 帶馬陸目 Polydesmida Pocock, 1887